# Merseyside Nighthawks
I Merseyside Nighthawks sono una squadra di football americano di Liverpool, in Inghilterra. Hanno vinto una BNGL Premier Division (valida come BritBowl di secondo livello) e due campionati britannici di secondo livello (validi anche come BritBowl di categoria).

## Dettaglio stagioni

### Tornei nazionali

#### Campionato

##### BAFA NL Premiership
| Stagione | regular season | regular season | regular season | regular season | regular season | regular season | playoff | playoff | playoff | playoff | playoff | playoff    | playoff         |
|          | Vin            | Par            | Per            | Tot            | PF             | PS             | Vin     | Per     | Tot     | PF      | PS      | risultato  | avversaria      |
| -------- | -------------- | -------------- | -------------- | -------------- | -------------- | -------------- | ------- | ------- | ------- | ------- | ------- | ---------- | --------------- |
| 2016     | 7              | 0              | 3              | 10             | 363            | 184            | 0       | 1       | 1       | 7       | 58      | Semifinale | London Warriors |
| 2017     | 7              | 0              | 3              | 10             | 346            | 289            | 0       | 1       | 1       | 14      | 54      | Semifinale | London Blitz    |
| 2018     | 5              | 0              | 5              | 10             | 251            | 364            | -       | -       | -       | -       | -       | -          | -               |
| 2019     | 6              | 1              | 3              | 10             | 273            | 207            | -       | -       | -       | -       | -       | -          | -               |
| 2022     | 3              | 0              | 7              | 10             | 206            | 309            | -       | -       | -       | -       | -       | -          | -               |
| Totale   | 28             | 1              | 21             | 50             | 1439           | 1350           | 0       | 2       | 2       | 21      | 112     |            |                 |

Fonti: Enciclopedia del Football - A cura di Massimo Mezzetti

##### BAFA NL National/BAFA NL Division One
| Stagione | regular season | regular season | regular season | regular season | regular season | regular season | playoff | playoff | playoff | playoff | playoff | playoff                      | playoff          |
|          | Vin            | Par            | Per            | Tot            | PF             | PS             | Vin     | Per     | Tot     | PF      | PS      | risultato                    | avversaria       |
| -------- | -------------- | -------------- | -------------- | -------------- | -------------- | -------------- | ------- | ------- | ------- | ------- | ------- | ---------------------------- | ---------------- |
| 2014     | 9              | 1              | 0              | 10             | 330            | 150            | 3       | 0       | 3       | 139     | 98      | Campioni                     | Edinburgh Wolves |
| 2015     | 9              | 1              | 0              | 10             | 462            | 141            | 2       | 0       | 2       | 28      | 13      | Campioni Northern Conference | Edinburgh Wolves |
| Totale   | 18             | 2              | 0              | 20             | 792            | 291            | 5       | 0       | 5       | 167     | 111     |                              |                  |

Fonti: Enciclopedia del Football - A cura di Massimo Mezzetti

### Riepilogo fasi finali disputate
| Anno              | Luogo | Evento               | Fase del torneo            | Incontro                                 | Risultato |
| 14 settembre 2014 |       | BAFA NL National     | Britbowl                   | Merseyside Nighthawks - Edinburgh Wolves | 41 - 34   |
| 13 settembre 2015 |       | BAFA NL Division One | Finale Northern Conference | Merseyside Nighthawks - Edinburgh Wolves | 27 - 13   |
| 14 agosto 2016    |       | BAFA NL Premiership  | Semifinale                 | London Warriors - Merseyside Nighthawks  | 58 - 7    |
| 13 agosto 2017    |       | BAFA NL Premiership  | Semifinale                 | London Blitz - Merseyside Nighthawks     | 54 - 14   |

## Palmarès
- 1 BNGL Premier Division (1992)
- 3 BritBowl di 2º livello (1992, 2014)
- 2 Titoli britannici di 2º livello (2014)